# Бернетт, Кевин
Кевин Бёрнетт (англ. Kevin Burnett; 17 июля 1982 года, Огаста, Джорджия, США) — американский боксёр-профессионал, выступающий в тяжелой весовой категории. Рост — 201 см. Боевой вес — 120 кг. Значимых достижений в любительских соревнованиях не имеет.

## Профессиональная карьера
На профессиональном ринге Бёрнетт дебютировал 27 ноября 2004 года, все свои бои провел в США. Обладает неплохой для своих физических данных скоростью, способен сильно ударить справа. К числу основных недостатков боксера следует отнести ярко выраженные пробелы в технике, медленную работу рук и излишний вес, негативно сказывающийся на его выносливости в ринге. С известными соперниками по состоянию на 27.10.2008 года не встречался.

### 2004—2006 годы
В начале карьеры на выступлениях Кевина значительным образом сказывались травма плеча, полученная им ещё во время участия в любительских состязаниях и отсутствие достойного тренера, способного правильно спланировать подготовку боксера к грядущему бою. В итоге Бёрнетт все же выиграл два первых своих профессиональных поединка, но при этом, выходя на них с боевым весом в 130 кг, смотрелся довольно комично. Проведя по одному бою в 2004-м и 2005-м годах, Кевин впоследствии прибавил в активности, и недостатки американца тотчас же оказались на виду. В частности, 16 февраля 2006 года он свел вничью четырёхраундовый поединок с безвестным соотечественником Энтони Оттой, сумев «догнать» куда более быстрого соперника лишь после двух вчистую проигранных стартовых отрезков боя. Затем, одержав пару «обязательных» побед над дебютирующими в профессиональном боксе бойцами, Бёрнетт проиграл нокаутом в первом же раунде некому Уилли Уокеру и, казалось, навсегда выбыл из категории боксеров, которых с полным правом можно называть перспективными.

### 2007—2008 годы
Прогресс в действиях Бёрнетта на ринге наметился после того, как его подготовкой занялся Пэт Бёрнс, бывший наставник известного средневеса 00-х Джермейна Тэйлора. Бёрнс сумел привести в более-менее пристойное состояние физическую форму бойца; Кевин стал лучше двигаться в ринге, быстрее и сильнее бить справа. В 2007 году Бёрнетт провел 5 боев и во всех одержал победу, но поединки со Стивом Левэлленом и Уилли Перримэном, при подготовке к которым боксера консультировал новый тренер, стоят в данном списке особняком. В них Кевин показал более качественный бокс, нежели демонстрировал ранее.
В 2008 году Бёрнетт выходил на ринг трижды, причём уровень его соперников заметно повысился. Отличной проверкой на прочность для Кевина оказался июньский бой с Хорасом Рэем Грантом, имевшим на тот момент в своем послужном списке 12 побед при одном поражении.

#### 20 июня 2008 годаКевин Бёрнетт —Хорас Рэй Грант
- Место проведения:  «Томас энд Мэк Центр», Лас-Вегас, Невада, США
- Результат: Победа Бёрнетта по очкам в восьмираундовом бою
- Статус: Рейтинговый бой
- Рефери: Джо Кортес
- Счет судей: Дуэйн Форд (78-73, Бёрнетт), Си Джей Росс (79-72, Бёрнетт), Пол Смит (79-72, Бёрнетт)
- Вес: Бёрнетт — 117,9 кг; Грант — 113,4 кг

Грант начал свою профессиональную карьеру в 32 года, но являлся достаточно амбициозным бойцом, стремившимся к высоким достижениям. Об этом наглядно свидетельствовала частота его появлений на ринге в официальных поединках — соперник Бёрнетта провел 8 боев в 2007 году и шёл по идентичному графику в 2008-м. Но Кевин выгодно отличался от прочих оппонентов Гранта, с первых же раундов навязав противнику хороший темп и тревожа того регулярными точными попаданиями справа. Неудивительно, что в третьем раунде после одного из подобных ударов Бёрнетта известный рефери Джо Кортес отсчитал Хорасу нокдаун. Грант так и не сумел приспособиться к откровенно переигрывавшему его на дистанции сопернику, однако сохранил больше сил на концовку поединка. В итоге подуставший Бёрнетт на последних секундах боя пропустил атаку Хораса и сам оказался на настиле ринга. Но Кевин поднялся на ноги, и тотчас же прозвучавший гонг зафиксировал его победу, подтвержденную в самом ближайшем будущем записками судей. Причём двое арбитров из трех сочли напор Гранта в последнем раунде единственным достижением Хораса на протяжении всего боя.
Следующий соперник Бёрнетта по состоянию на 27.10.2008 года неизвестен.